# 威廉·克伯特
威廉·克伯特（英語：William Cobbett，1763年3月9日—1835年6月18日）英国激进传单作者、记者、政治家和农民，生于萨里郡法纳姆。克伯特属农民派系，寻求改革议会、废除“腐败选区”、限制外国活动、提高工资，以减轻农场劳工和小地主的贫困。克伯特支持降低税收、储蓄、取缔圈地运动并回归金本位制。他反对选区经纪人、虚职官员、官僚“吃税者”和股票经纪人。他的激进主义推动了1832年改革法令的制定，并使他获得了为奥尔德姆选区新设立的两个议会席位之一。他的论战涵盖了政治改革到宗教，包括天主教解放。他最著名的书是《乡村骑行》（1830年，仍在刊印）。他反对马尔萨斯主义，认为经济改善可以支持全球人口增长。

## 外部連結
- The William Cobbett Society （页面存档备份，存于）
- William Cobbett Exhibition - UK Parliament - Living Heritage （页面存档备份，存于）
- .  VI 9th: 83–85. 1878.
- Biography by Peter Landry （页面存档备份，存于）
- Biography at the Dictionary of Canadian Biography Online （页面存档备份，存于）
- Biography by G. K. Chesterton （页面存档备份，存于）
- Brief history: gives additional reference to The Political Register （页面存档备份，存于）
- History of Hansard 的存檔，存档日期20 December 2004.
- William Cobbett's Rural Rides on Vision of Britain （页面存档备份，存于）
- . 英国国家档案馆.
- Hansard 1803–2005: William Cobbett在國會中的貢獻
- 威廉·克伯特的作品  - 古騰堡計劃
- 互联网档案馆中威廉·克伯特的作品或与之相关的作品
- 來自威廉·克伯特的LibriVox公共領域有聲讀物